# Baba Ana, Prahova
Baba Ana este satul de reședință al comunei cu același nume din județul Prahova, Muntenia, România. Se află în partea de sud a județului, în câmpia piemontană a Istriței.
Așezarea este atestată documentar în anul 1822.